# 나우루 축구 국가대표팀
나우루 축구 국가대표팀은 나우루를 대표하는 축구 국가대표팀이다. 1994년 10월 2일 솔로몬 제도와의 첫 국제 경기에서 2-1로 승리했지만 현재까지도 이 경기가 나우루가 치른 유일한 국제 경기이기도 하며 FIFA와 OFC의 비회원국이므로 FIFA 월드컵과 OFC 네이션스컵에 참가할 수 없다.